# Сэиць
Сэиць, Саицы (рум. Săiți) — село в Каушанском районе Молдавии. Относится к сёлам, не образующим коммуну.

## География
Село расположено вблизи молдавско-украинской границы, примерно в 15 км к югу от города Кэушень. Западнее села протекает Сарата. Ближайший молдавский населённый пункт — село Брезоая.
Высота населённого пункта 110 метров над уровнем моря.
У села есть официальные символы — герб и флаг.

## Население
По данным переписи населения 2004 года, в селе Сэиць проживает 2277 человек (1120 мужчин, 1157 женщин).
Этнический состав села:
| Национальность | Число жителей | Процентный состав |
| -------------- | ------------- | ----------------- |
| молдаване      | 2217          | 97,36             |
| румыны         | 20            | 0,88              |
| русские        | 17            | 0,75              |
| украинцы       | 14            | 0,61              |
| болгары        | 5             | 0,22              |
| гагаузы        | 4             | 0,18              |
| Всего          | 2277          | 100 %             |